# سودهایده (مونیکیپالیتی)
سودهایده (به آلمانی: Südheide) یک شهر در آلمان است که در Celle واقع شده‌است. سودهایده ۱۱٬۵۴۷ نفر جمعیت دارد.